# 瑪琪雅朵咖啡

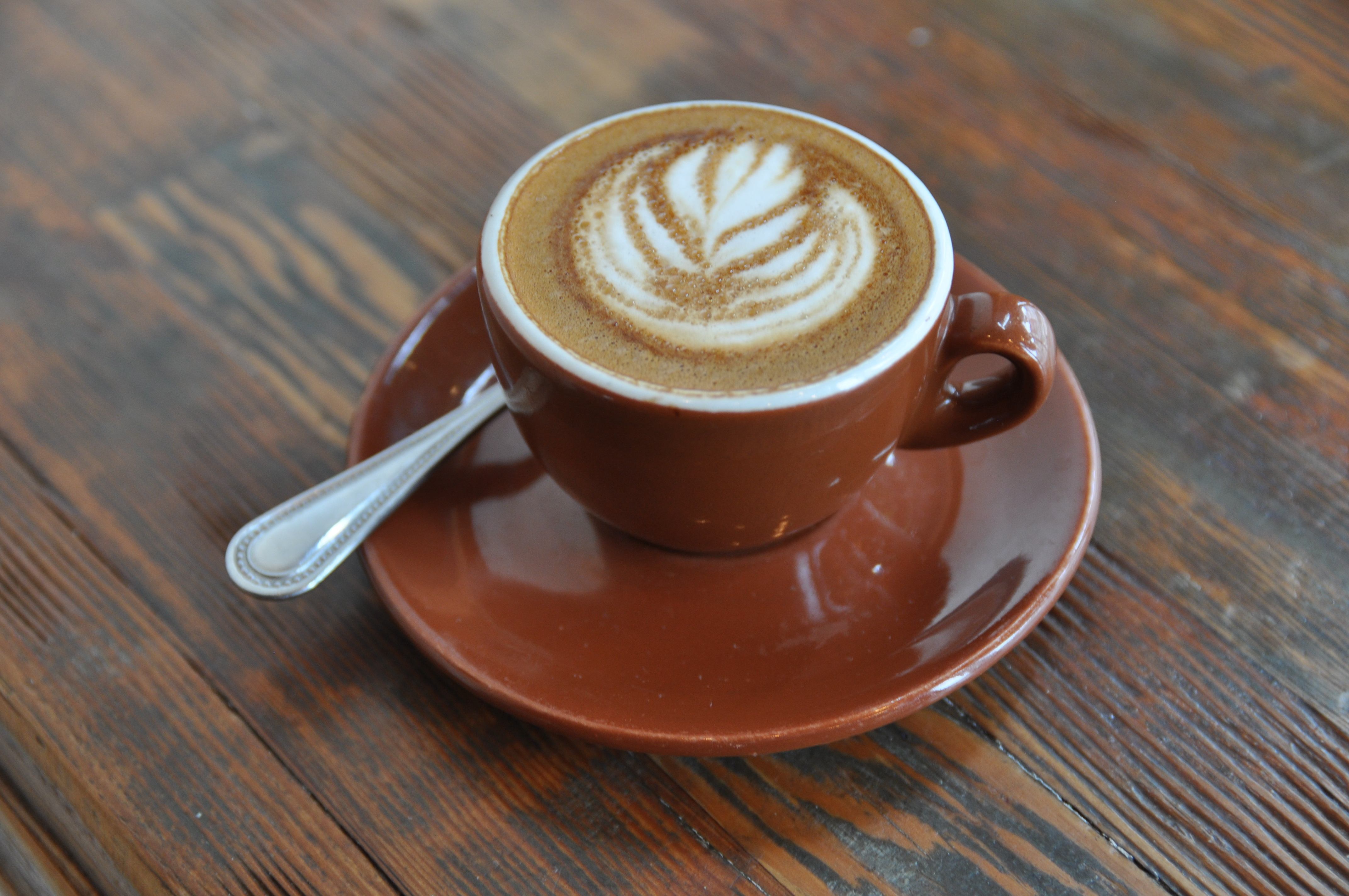
意大利玛琪雅朵咖啡

玛琪雅朵咖啡（義大利語發音：[kafˈfɛ makˈkjaːto]），也稱為玛琪雅朵濃縮咖啡（義大利語：espresso macchiato），是一種使用少量牛奶或奶泡加上濃縮咖啡製作而成的咖啡飲料。玛琪雅朵（義大利語：macchiato）的意思是「標記」、「烙印」或「染色」，因此玛琪雅朵咖啡的字面意思是以牛奶來上色的濃縮咖啡。傳統上，玛琪雅朵咖啡是以一杯濃縮咖啡，上面加上大約一茶匙牛奶，讓牛奶浮在咖啡表面作為點綴裝飾。

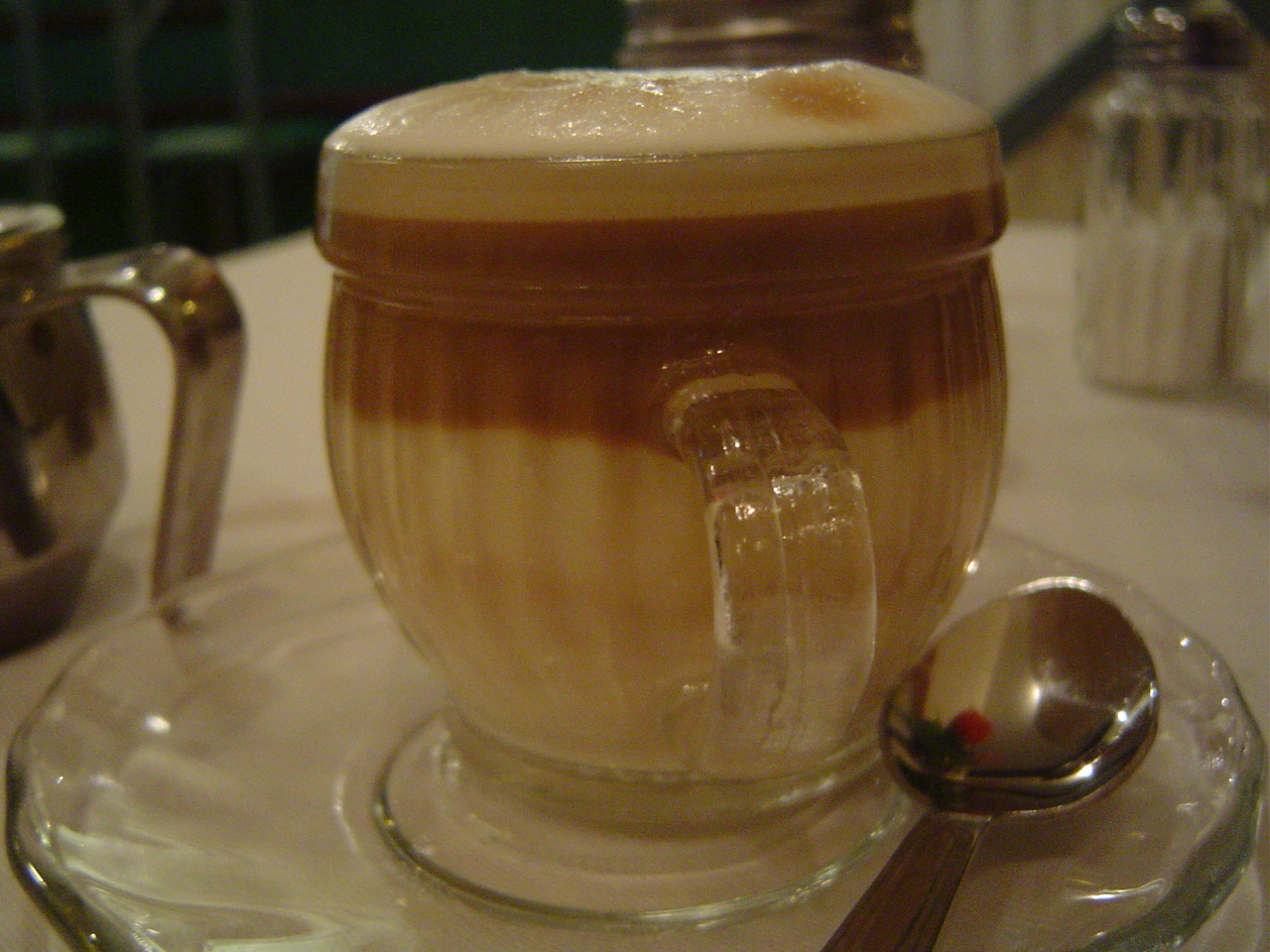
衣索比亞阿迪斯阿貝巴的玛琪雅朵：這個種類比較接近於卡布其諾
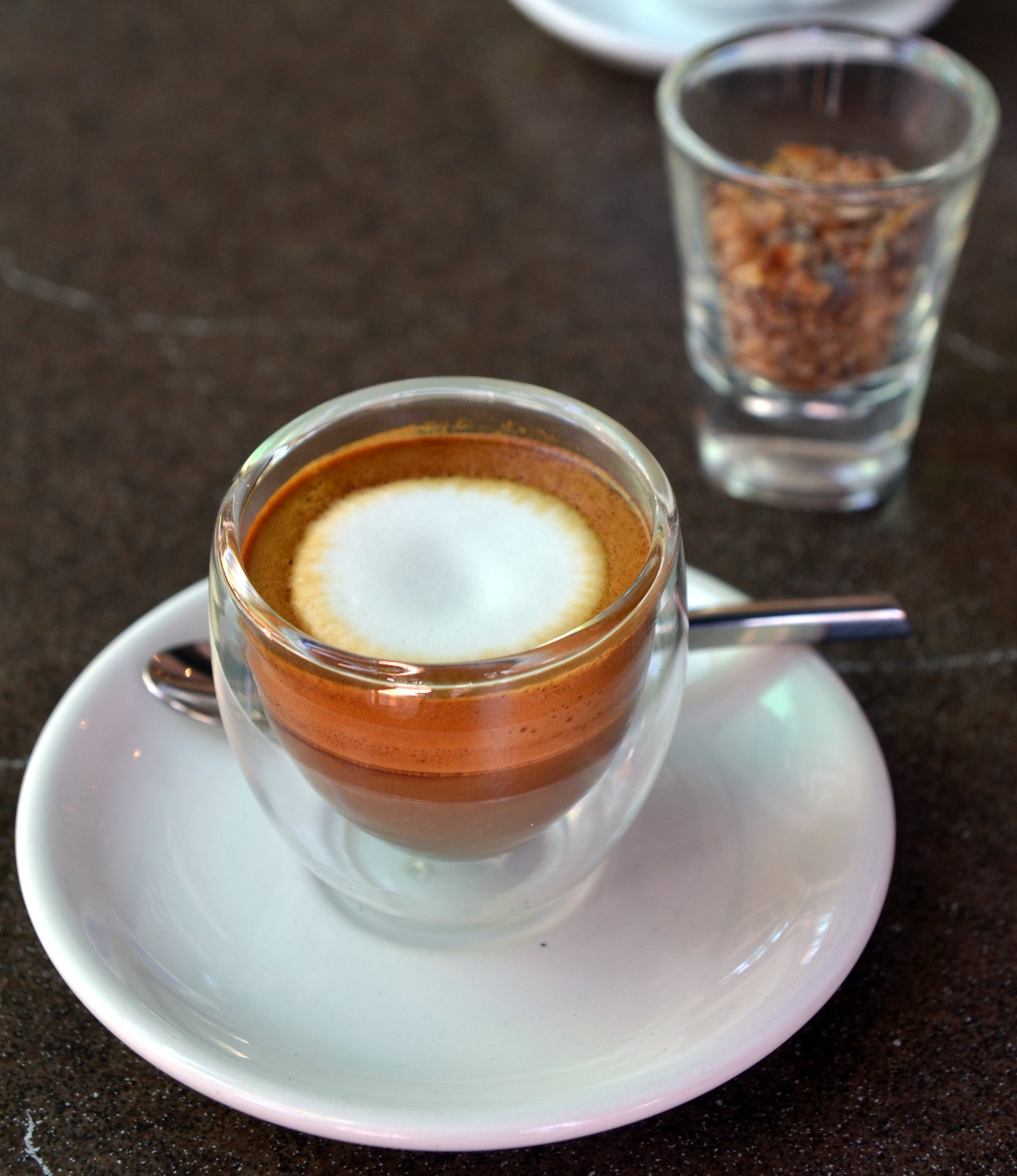
泰國清邁的玛琪雅朵咖啡
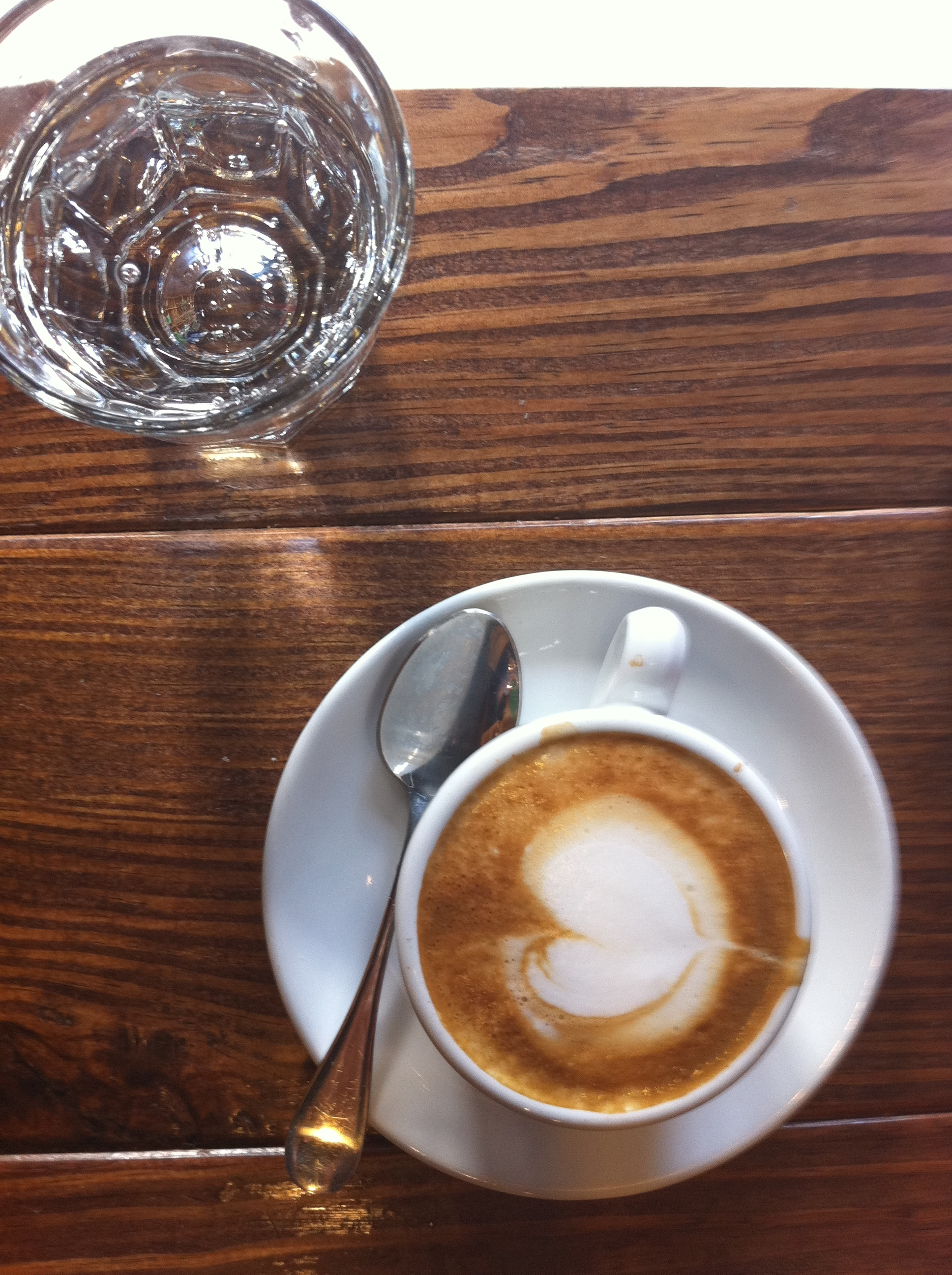
巴布亚新几内亚的玛琪雅朵
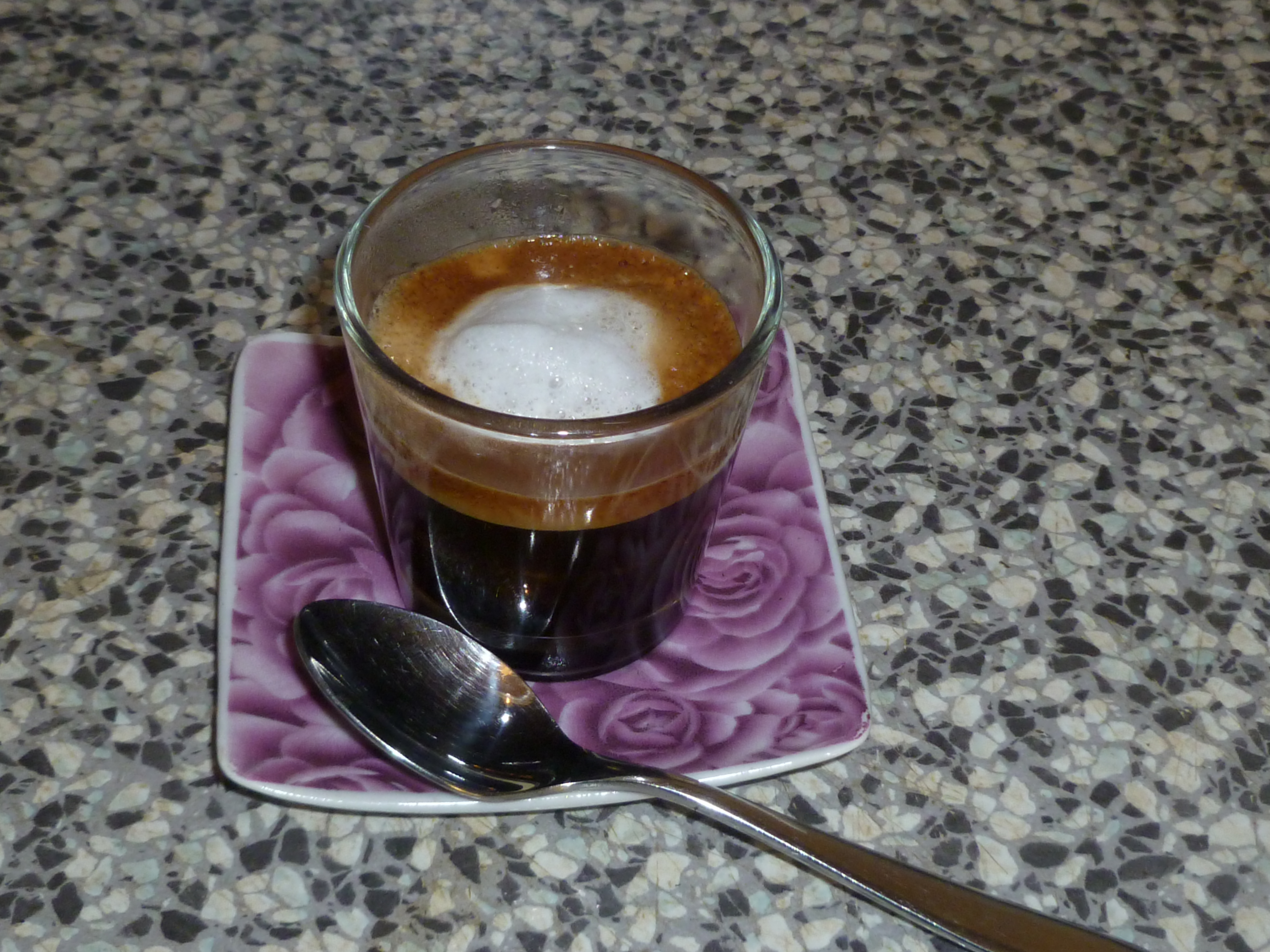
意大利的標準玛琪雅朵，濃縮咖啡加上奶泡
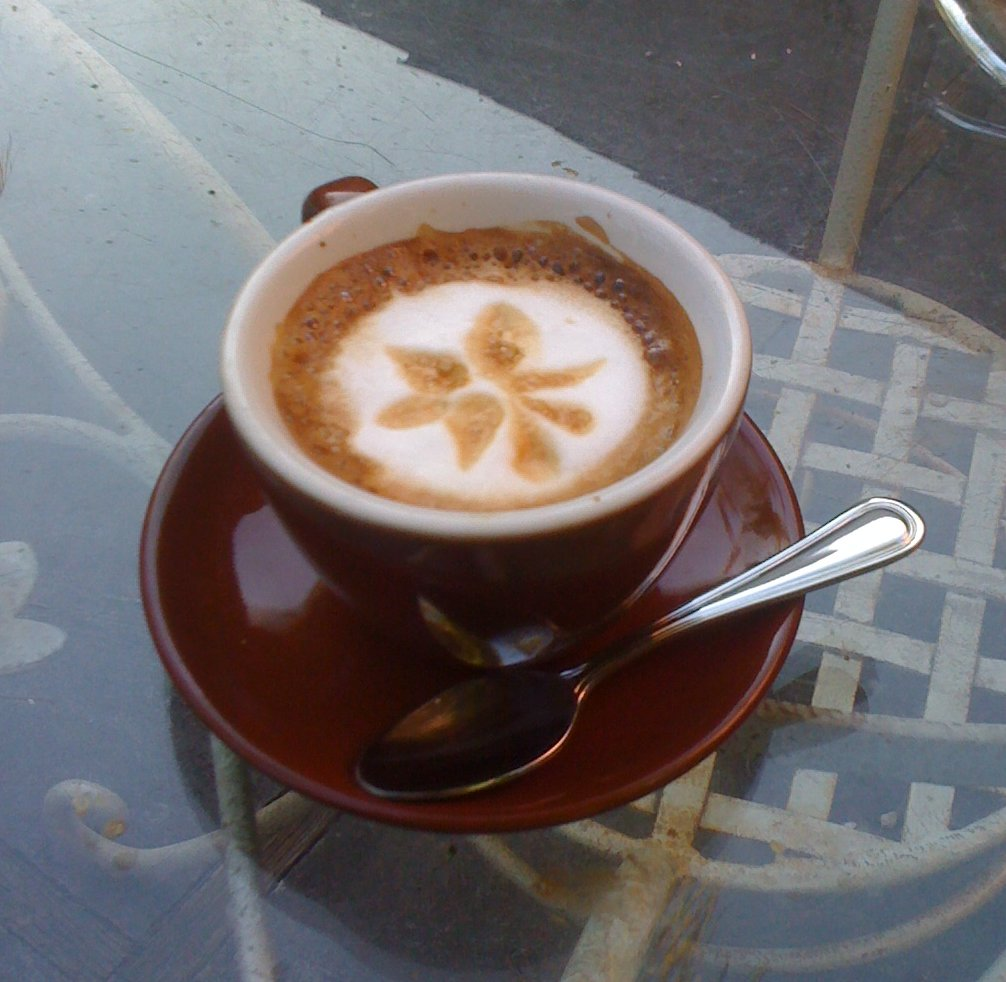
加州Mar Vista Venice Grind的玛琪雅朵